# Obsidian (DC Comics)
Pour les articles homonymes, voir Obsidian.
Obsidian  est un personnage de fiction de DC Comics. Créé par Roy Thomas et Jerry Ordway, Il est le fils du premier Green Lantern et apparait pour la première fois dans All-Star Squadron #25 (Septembre 1983).

## Pouvoirs
Contrairement à sa sœur Jade, dont les pouvoirs ressemblaient à ceux de leur père Alan Scott, Obsidian a différentes attributions à base d'ombre de son père, dues à son exposition à une ombre d'énergie après une bataille avec Ian Karkull. Obsidian est relié à la Shadowlands, une dimension de l'obscurité. À volonté, Obsidian peut fusionner avec sa propre ombre qui possède l'ombre des autres. Dans sa forme fusionnée, il est plus fort que dans sa forme humaine, peut passer à travers des objets solides et peut voler. Après avoir été corrompu par le Shadowlands, Obsidian a réussi à contrôler ses pouvoirs de l'ombre à tel point qu'il pourrait passer à une taille énorme et créer des objets d'une ombre, de la même manière que son père et sa sœur peuvent créer des objets d'une énergie verte.
Obsidian peut forcer une personne à voir le mauvais côté de son âme, qui est reconnue pour éloigner les gens fous.